# ألي سيساي
ألي سيساي (بالإنجليزية: Alie Sesay) هو لاعب كرة قدم بريطاني، ولد في 25 يوليو 1993 في منطقة أنفيلد في المملكة المتحدة. شارك مع منتخب سيراليون لكرة القدم. أما مع النوادي، فقد لعب مع كامبريدج يونايتد وكولتشستر يونايتد وليستر سيتي ونادي بارنت.

## وصلات خارجية
- ألي سيساي على موقع قاعدة بيانات كرة القدم.إي يو (الإنجليزية)
- ألي سيساي على موقع ناشيونال فوتبول تيمز (الإنجليزية)
- ألي سيساي على موقع Soccerway.com (الإنجليزية)